# Fluorescent Multilayer Disc
El Fluorescent Multilayer Disc (FMD) es un formato de disco óptico desarrollado por Constellation 3D que usa materiales fluorescentes en lugar de materiales reflectantes para el almacenamiento de datos. Los formatos de disco basados en materiales reflectantes (como el CD y el DVD) en la práctica están limitados a dos capas, principalmente debido a interferencias, dispersión y crosstalk entre capas. Sin embargo, el uso de materiales fluorescentes permite al FMD emplear hasta 100 capas. Estas capas extra permiten al FMD almacenar capacidades de hasta un terabyte, manteniendo el tamaño tradicional de los discos ópticos.

## Principios operativos
El inconveniente del FMD es la infiltración de materiales fluorescentes. Cuando la luz de un láser destruye parte del material brillante, emite luz de diferente longitud de onda. Como los discos FMD son transparentes la luz puede viajar a través de capas sin impedimento. La transparencia de los discos, combinada con la habilidad de filtrar la luz del láser, proporciona una relación señal ruido muy superior a la de los medios reflectantes. Esto permite al FMD disponer de muchas capas. La principal limitación en el número de capas es el grosor del disco.

## Desarrollo
Un prototipo de disco 50 GB se exhibió en la demostración de la industria COMDEX en noviembre de 2000. La primera generación de FMD usaba láser rojo de 650 nm, proporcionando 140 GB por disco. La segunda y tercera generación de FMD emplea láser azul de 405 nm, dando capacidades de hasta un terabyte.
Después de que Constellation 3D quebrara debido a un escándalo (esencialmente el escándalo fue que el prototipo mostrado en COMDEX 2000 fue un fraude) una nueva compañía, llamada D Data Inc. adquirió la patente de Constellation 3D en 2003. Esta compañía pretende sacar al mercado discos ópticos multicapa, reintroduciendo la tecnología bajo el nuevo nombre de Digital Multilayer Disk (DMD).